# Renny Harlin
Renny Harlin (født 15. marts 1959) er en finsk filminstruktør, der også arbejder i USA.

## Karriere
Harlin lavede nogle kortfilm og to længere film i Finland. I slutningen af 1980'erne flyttede han til Hollywood, hvor han er mest kendt for thrillers.

## Privatliv
Han var gift med Geena Davis i 1993-98 og instruerede hende i Cutthroat Island og The Long Kiss Goodnight.

## Udvalgt filmografi
- Prison (1988)
- A Nightmare on Elm Street 4: The Dream Master (1988)
- Die Hard 2: Die Harder (1990)
- Cliffhanger (1993)
- Cutthroat Island (1995)
- The Long Kiss Goodnight (1996)
- Deep Blue Sea (1999)
- Driven (2001)
- Exorcist: The Beginning (2004)